# Ondskapt
Gli Ondskapt ("creato dal male" in svedese) sono un gruppo black metal svedese nato nel 2000 a Stoccolma. I testi delle loro canzoni riguardano principalmente il satanismo e il culto della morte.  Sono considerati parte di una nuova generazione di band svedesi sataniche, come anche i Watain. Attualmente hanno firmato un contratto con l'etichetta francese Osmose Productions.
I membri della band sono stati attivi in passato in gruppi come IXXI e Shining.
La band black/death metal svedese Ofermod è considerata tra le principali influenze del gruppo.

## Formazione

### Formazione attuale
- Acerbus – voce, chitarra (2000-)
- Daemonum Subeunt – batteria (2017-)
- Megiddo – chitarra (2019-)
- J. – basso (2021-)
- D. – chitarra (2021-)

### Ex componenti
Chitarristi
- Skamfer – chitarra(2000-2001)
- Fredric "Wredhe" Gråby – chitarra, basso, voce (2000-2008)
- Jonas Lars "Nattdal" Bergqvist – chitarra (2005-2007)
- Niklas "Kvarforth" Olsson – chitarra (2005)
- Simon Wizén – chitarra (2008-2018)
- Draugr – chitarra (2017-2019)

Bassisti
- Herr Grimnir – basso (2000-2001)
- S.B. – basso (2000-2007)
- Avsky – basso (2007-2010)
- V.P. – basso (2010-2016)
- Gefandi Ör Andlät – basso (2017-2020)

Batteristi
- Nabemih – batteria (2000-2005, 2007-2010), chitarra (2000-2010)
- Marcus Hinze – batteria (2005-2007)
- E.L. – batteria (2010-2015)

## Discografia
- Slave Under His Immortal Will (EP, 2001)
- Draco Sit Mihi Dux (2003)
- Dödens Evangelium (2005)
- Arisen from the Ashes (2010)
- Grimoire Ordo Devus (2020)